# کایشو یامازاکی
کایشو یامازاکی (انگلیسی: Kaishu Yamazaki؛ زادهٔ ۱۲ ژوئیهٔ ۱۹۹۷) بازیکن فوتبال است.او ژاپنی است.